# Koppe fusca
Espèce
Koppe fusca est une espèce d'araignées aranéomorphes de la famille des Liocranidae.

## Distribution
Cette espèce est endémique du Kerala en Inde,. Elle se rencontre dans le district de Thrissur dans le sanctuaire faunique de Chimmony.

## Description
La femelle holotype mesure 3,35 mm.

## Systématique et taxinomie
Cette espèce a été décrite par Sankaran en 2022.

## Publication originale
- Sankaran, 2022 : « Remarks on the spider genus Koppe Deeleman-Reinhold, 2001 (Araneae: Liocranidae), including the first records from India. » Zootaxa, no 5104(3), p. 436-440.